# Efecto desplazamiento
El efecto desplazamiento o efecto expulsión (en inglés crowding out) es una expresión que hace referencia a como una expansión fiscal, vía incremento del gasto público, puede provocar una expulsión del gasto privado, bien de forma directa, desplazamiento de la producción privada por los bienes y servicios ofrecidos públicamente o de forma indirecta, de carácter financiero a través del incremento del tipo de interés. De manera genérica, la expresión puede designar cualquier sustitución de actividad económica privada por pública.
Los ejemplos más comunes son la disminución de la inversión privada como consecuencia un aumento de los impuestos, el aumento de los tipos de interés como consecuencia de la emisión de deuda pública y la consiguiente inviabilidad de proyectos que requieren financiación, o la provisión estatal de un bien o servicio que, de otra manera, sería una oportunidad de negocio para la industria privada, y estaría sujeta a las leyes económicas de un intercambio voluntario, como las infraestructuras o incluso la ayuda a los necesitados.

## Fundamentos
El efecto desplazamiento se basa en dos hechos económicos fundamentales: la fungibilidad del dinero y la escasez de los recursos. Dada una capacidad productiva limitada, al menos en el corto plazo, cualquier actividad adicional del Estado que deba ser financiada lo será a costa de alternativas privadas. El mecanismo de financiación en sí, ya sea un aumento en los impuestos, una emisión de deuda o la creación de dinero mediante inflación monetaria, siempre detraerá un valor equivalente de usos alternativos de esos recursos productivos en manos privadas. En otras palabras, todo gasto público tiene un coste de oportunidad en el consumo y la inversión privados.